# Mont Gela
Le mont Gela est une montagne du massif du Bugey, partagée entre les communes de Murs-et-Gélignieux et de Peyrieu (Ain). Située au sud-est du Grand Thur, elle culmine à 410 m d'altitude et domine le Rhône, face au mont Tournier, qui se dresse sur l'autre rive.

## Activités humaines

### Exploitation minière
La roche calcaire du mont Gela, le choin de Fay, a été exploitée depuis l'Antiquité. Les Romains l'ont employée pour construire de nombreux bâtiments de Lyon et de Vienne.

### Protection environnementale
Le mont Gela est connu pour abriter une population de faucons pèlerins ainsi que d'autres rapaces tels que le hibou grand-duc, le circaète Jean-le-Blanc et le milan noir.
Le site est classé zone naturelle d'intérêt écologique, faunistique et floristique (ZNIEFF).